# Eudorylas inopsicolor
Eudorylas inopsicolor är en tvåvingeart som beskrevs av Morakote och Kôji Yano 1990. Eudorylas inopsicolor ingår i släktet Eudorylas och familjen ögonflugor. Inga underarter finns listade i Catalogue of Life.